# Kreni, Kozeleț
Kreni (în ucraineană Крені) este un sat în comuna Birkî din raionul Kozeleț, regiunea Cernihiv, Ucraina.

## Demografie
Componența lingvistică a localității Kreni
     Ucraineană (95,74%)
     Rusă (4,26%)
Conform recensământului din 2001, majoritatea populației localității Kreni era vorbitoare de ucraineană (95,74%), existând în minoritate și vorbitori de rusă (4,26%).